# Bondersbyn
Bondersbyn är en by belägen på båda sidorna om Kalix älv, cirka 15 kilometer från Kalix i Töre socken, Kalix kommun.
Bondersbyn härstammar troligen från ”Bondens by” som var en benämning som användes om den första svensktalande bonden som bosatte sig i början på 1500-talet. Under 1900-talets första hälft fanns det över 500 invånare i byn. Nu är invånarantalet drygt 150 personer fördelade på ett 70-tal hushåll i fem bydelar: Centrala Bondersbyn, Brattland, Bondeborg, Marieberg och Stora Lappträsk, de två senare noterade som separata skifteslag.
I byn finns det en förskola, ett bönhus och en tidskrift som går under namnet Bondersbyarn.

## Historia
Det fanns tidigare en affär i Bondersbyn. Bron över Kalixälven byggdes 1941.
1961 togs Kalixbanan i drift, och i byn finns Falkberget där banans enda järnvägstunnel finns, 333m lång. 2011 elektrifierades banan och tunneln.  

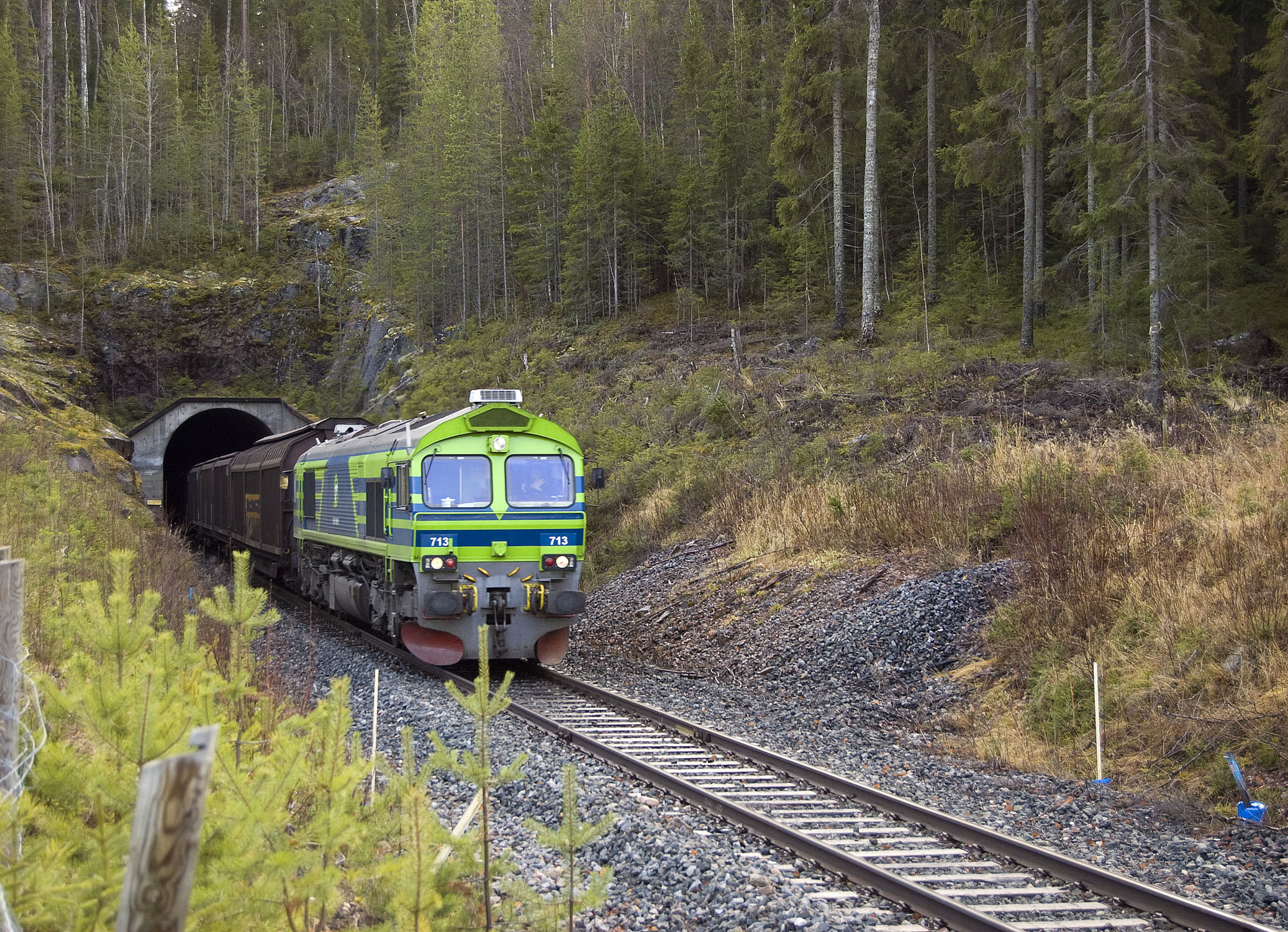
Godståg i Falkbergets tunnel 2008.